# Gold Rush
Gold Rush är en reality-TV-serie från Alaska och Kanada som visar olika grupper av guldprospektörer. Den första säsongen visades 2010 och 2024 har 14 säsonger spelats in.
Serien produceras av Discovery Channel.